# Společný program levice
Společný program levice (francouzsky Programme commun de la gauche), zkráceně též Společný program je ve francouzských politických dějinách označení pro plán reforem, přijatý dne 27. června 1972 Socialistickou stranou, Francouzskou komunistickou stranou a podepsaný 12. července 1972 v hotelu Continental v Paříži těmito dvěma organizacemi a některými radikály. Za levicové radikály dokument podepsal Robert Fabre, ale ustavující kongres této organizace se konal až v prosinci toho roku. Vyvolal tlak v hospodářských, politických a vojenských oblastech ve Francii.
Jednalo se o rozsáhlý politický program, který znamenal zásadní posun ve strategii dobývání moci Socialistické strany, která byla do té doby obrácena směrem ke středu. Aliance PS-PCF otevřela politické směřování levice na dalších třicet let, což přispělo zejména ke zvolení Françoise Mitterranda v prezidentských volbách v roce 1981, který uvedl do praxe část tohoto programu přijatého ve 110 návrzích pro Francii. Po roce 1983 byly některé z již provedených reforem zrušeny.

## Hlavní opatření
- žít lépe, změnit život: minimální mzda 1000 franků, valorizace sociálních dávek a důchodů, zkrácení týdenní pracovní doby na 39 hodin, odchod do důchodu v 60 letech pro muže a 55 pro ženy, nový zákoník práce, garance odborových práv, zrušení reformy sociálního zabezpečení z roku 1967, bezplatné zdravotnictví pro všechny, městské plánování, každoroční výstavba 700 000 veřejných bytových jednotek, sociální podpora ve školství, sociální podpora pro kulturní tvorbu, garance rovnosti žen a mužů, prodloužená mateřská dovolená na 16 týdnů, zrušení represe potratů, plnoletost v 18 letech, zkrácení vojenské služby o šest měsíců;
- demokratizace ekonomiky, rozvoj veřejného sektoru, plánování pokroku: reformované pracovní právo, masivní znárodnění, zvýšení výnosů, podpora malých a středních podniků, ekonomické, průmyslové a zemědělské plánování, stabilizace cen, reforma Banky Francie a Conseil national du crédit, vytvoření Národní investiční banky;
- demokratizovat instituce, garantovat a rozvíjet svobody: habeas corpus, právo na azyl, zrušení zákona proti delikventům, přeměna Ústavní rady na nejvyšší soud, demokratizace policie, nezávislost soudnictví, zrušení trestu smrti, poměrné hlasování v Národním shromáždění a krajských zastupitelstvech, zrušení ústavního článku 16, pětileté funkční období prezidenta, demokratizace Senátu, občanská smlouva, decentralizace, záruka práva na informace, demokratizace veřejné správy, povinnost pro veřejnoprávní rozhlas a televizi ORTF poskytovat oponentům vysílací čas;
- přispívat k míru a rozvíjet mezinárodní spolupráci: reforma armády, jaderné odzbrojení, rozpuštění Varšavské smlouvy a NATO, podpora EHS, obnovení Společné zemědělské politiky, rozchod s JAR a frankistickým Španělskem, zastavení válek, uznání komunistických států (Severní Korea, Republika Jižní Vietnam), právo na sebeurčení francouzských zámořských území, rozvojová pomoc chudým zemím, podpora hnutí za nezávislost.